# 헤리트 리트펠트
헤리트 토마스 리트펠트(네덜란드어: Gerrit Thomas Rietveld, 1888년 6월 24일 ~ 1964년 6월 25일)는 네덜란드의 가구 디자이너이자 건축가이다.
신조형주의 디자인의 대표적인 인물로 평가받으며, 그의 철학은 슈뢰더 하우스와 적청의자로 대표된다.

## 생애

### 유년기
1888년 6월 24일 위트레흐트에서 한 소목장의 아들로 태어났다. 11살 때 아버지 밑에서 견습 생활을 하기 위해 학교를 그만뒀고, 1906년부터 1911년까지 보석 세공 일을 하기 전에 잠시 야간 학교에 다녔다.

### 데 스틸
1917년 본인의 공방을 차렸다. 소묘, 회화, 모형 제작술을 모두 혼자 터득하고 장농 제작자로 사업을 시작했다. 같은 해, 유명한 적청의자를 설계했는데 수공업이 아닌 대량생산을 목표로 하여 디자인된 것이었다. 이듬해 가구 공장을 열고 당시 태동하던 신조형주의 운동에 영향을 받아 적청의자에 색상을 추가했다. 1919년부터 데 스틸의 일원으로 활동하게 된다. 데 스틸 활동을 계기로 여러 전시 기회를 얻게 되는데, 발터 그로피우스의 초청으로 바우하우스에서 전시를 연 것이 그 중 하나다.

### 사망
리트펠트는 1964년 6월 25일 위트레흐트에서 사망했다.
아들 빔 리트펠트도 디자이너의 삶을 살았다.

## 대표작

적청의자
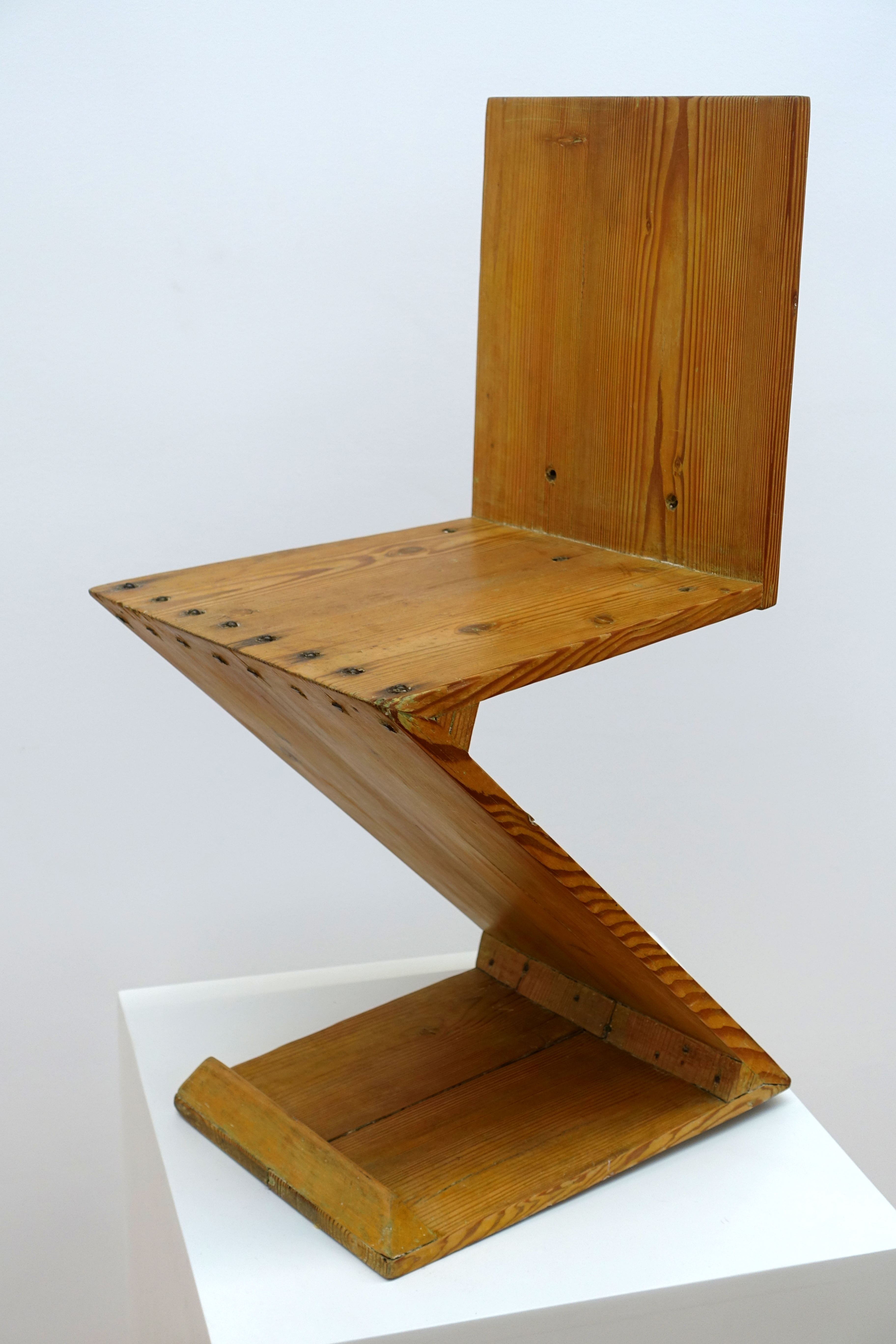
지그재그 의자
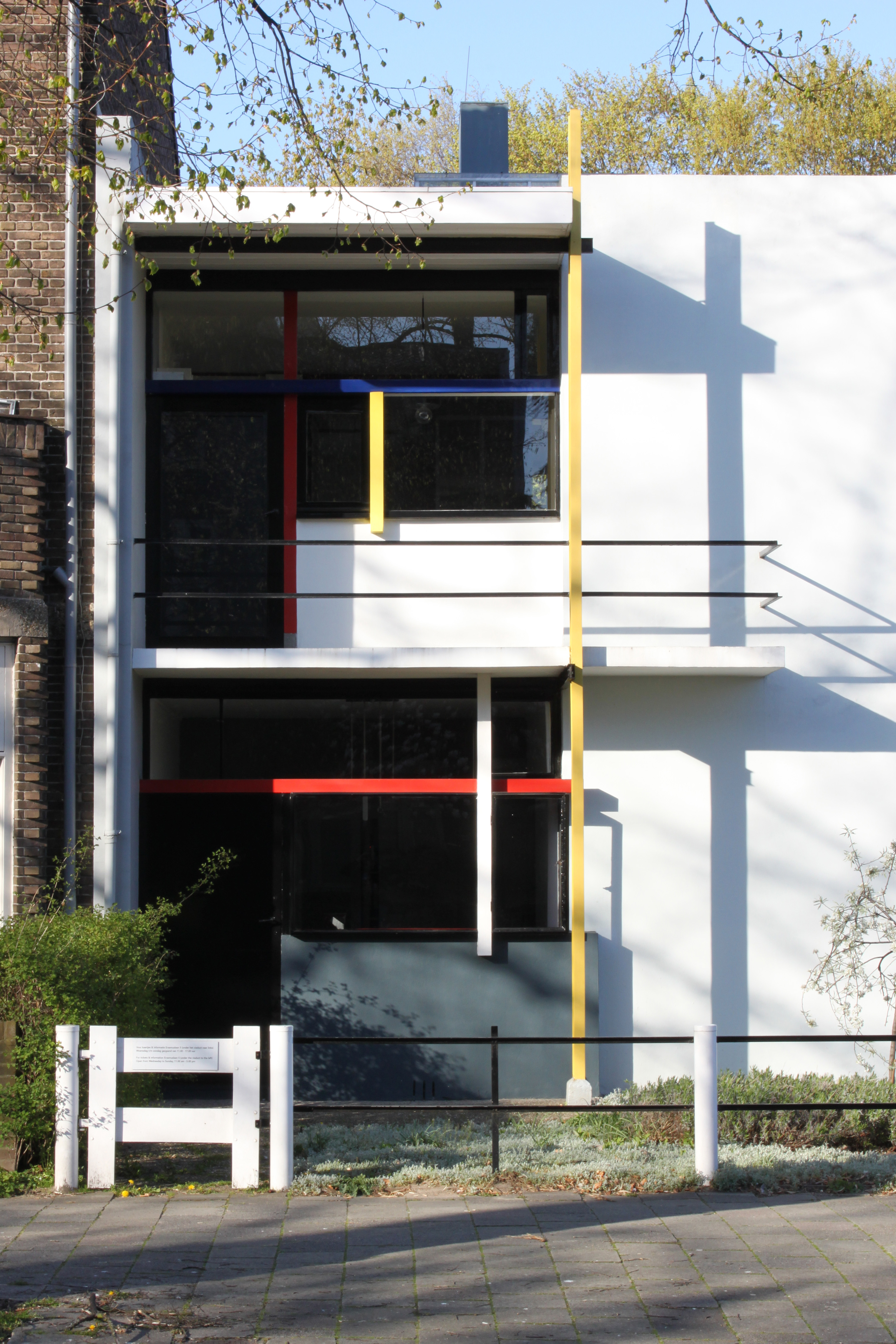
리트펠트 슈뢰더 하우스
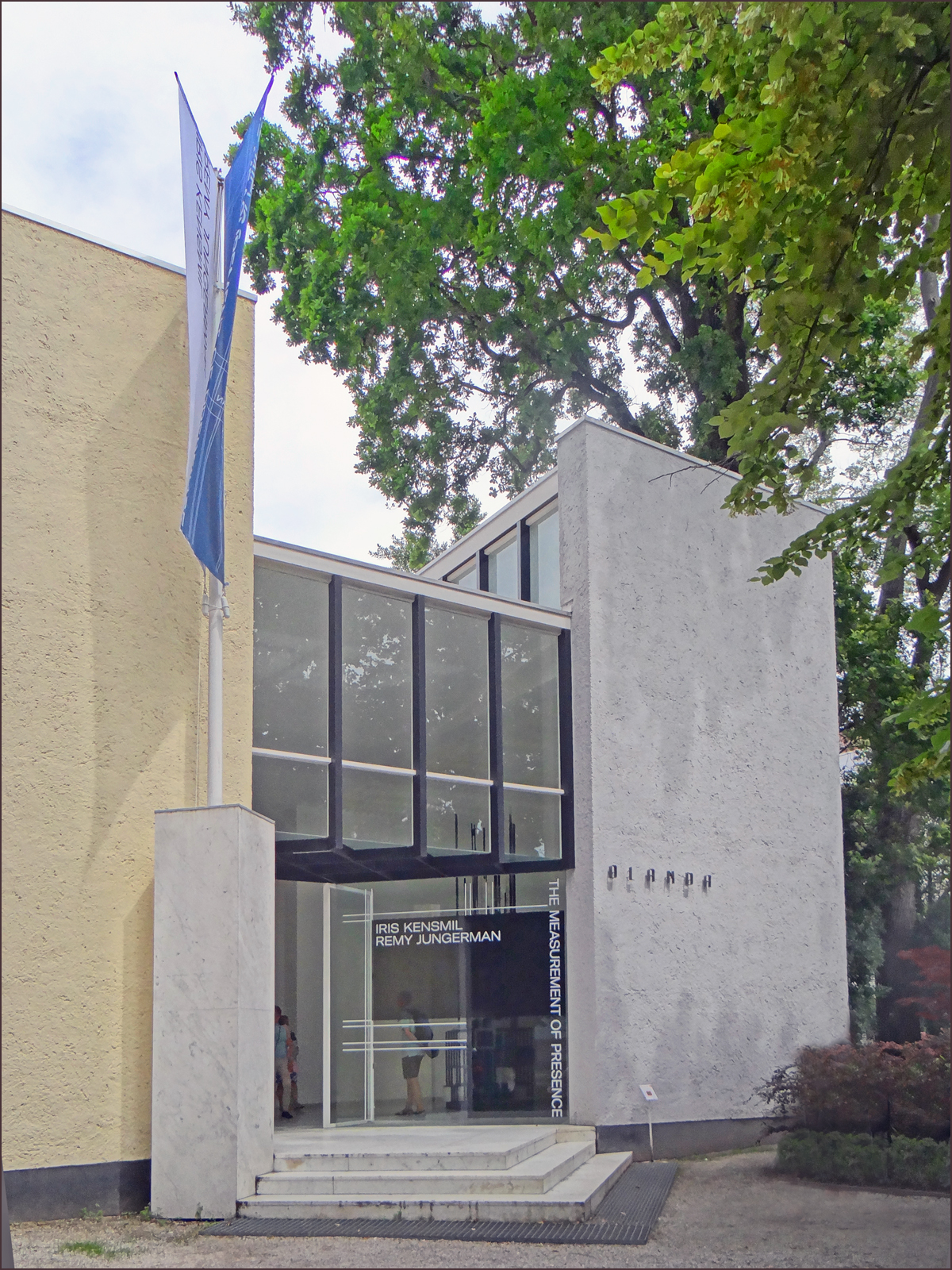
베니스 비엔날레 네덜란드관
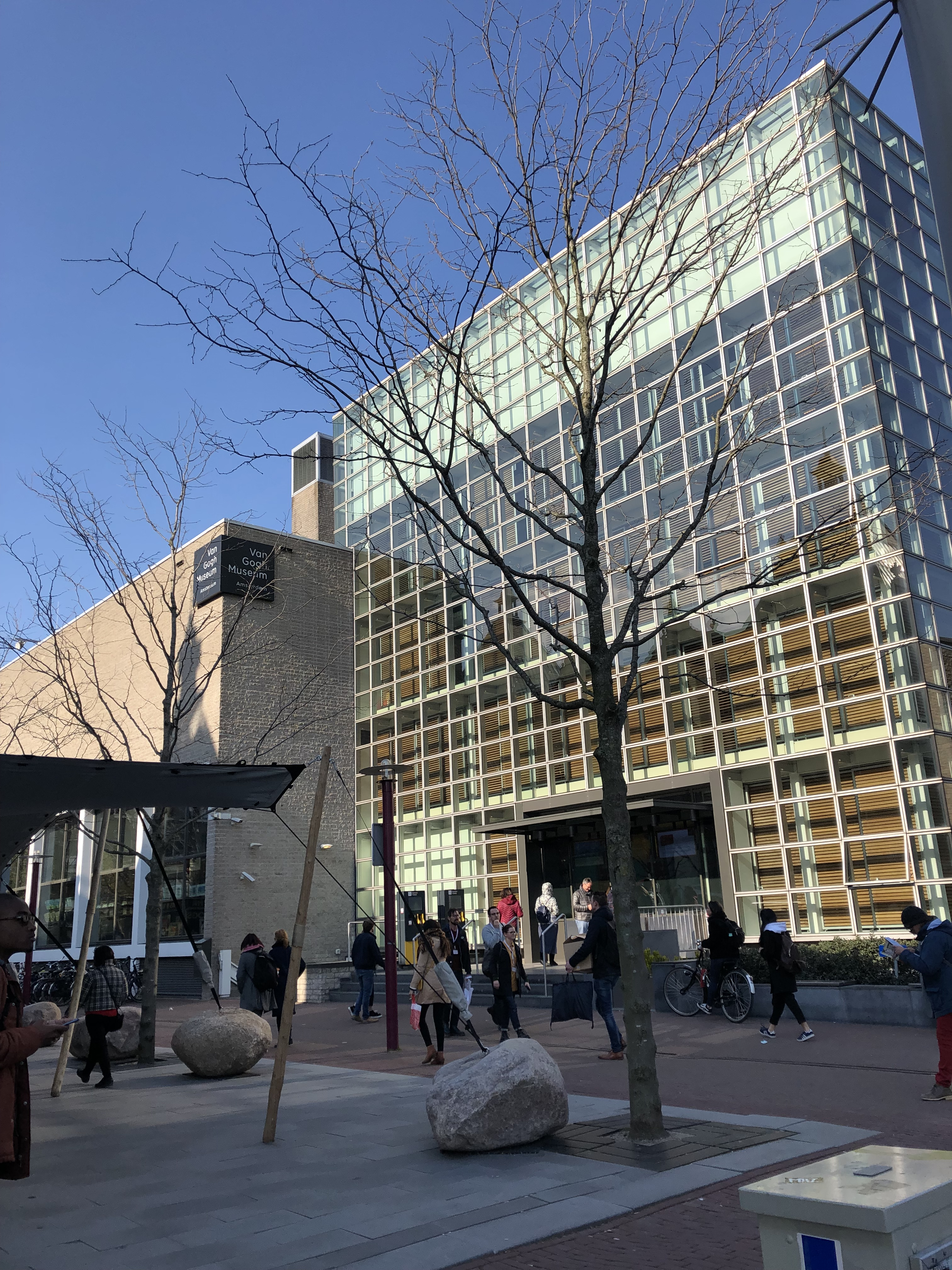
빈센트 반 고흐 미술관

## 같이 보기
- 데 스틸
- 헤리트 리트펠트 아카데미